# Национален резерват „Тарас Шевченко“
Национален резерват „Тарас Шевченко“ (на украински: Шевченківський національний заповідник) е културно-исторически резерват в Канив, Черкаска област, Украйна. Резерватът е първият такъв в Украйна, получил статут на „национален“. Общата площ на резервата е 45 ха. Резерватът граничи с Природен резерват Канив.
На територията на резервата се намират 8 паметника на културното наследство на Украйна.

## История
Съвременната история на Чернечовия хълм в Канив започва на 22 май 1861 г., когато на мястото е погребан Тарас Шевченко, според последната му воля. Веднага след това местните жители преименуват хълма на „Тарасов“.
През лятото на 1884 г. на Тарасовия хълм с обществени средства е построен първият народен музей, посветен на Шевченко – „Тарасова светлица“, преместен е гробът на Шевченко и е монтиран чугунен паметник кръст, по проект на академика по архитектура Виктор Сичугов.
На 10 юни 1918 г. Върховната Рада обявява гроба на Тарас Шевченко за национална собственост. Самият резерват е основан през август 1925 година.
В периода 1935 – 1937 г. е построена сградата на музея „Тарас Шевченко“ в Канив.
Мемориалът на Шевченко придобива съвременния си облик през лятото на 1939 г. с монтирането на бронзов паметник на гроба на Шевченко (скулптор Матвей Манизер, архитект Евгений Левинсон) и изграждането на литературно-мемориален музей (архитекти Васил Кричевски и Петро Костирко). Откриването на паметника става на 18 юни 1939 година.
Музейният ансамбъл е допълнен от гранитен комплекс, отворен за изкачване през 1977 г. и копие на „Тарасовата светлица“, пресъздадена през 1991 година.
С постановление на Върховната Рада на Украинска ССР от 21 ноември 1989 г. №287 „За създаването на Шевченковски национален резерват в град Канев“ резерватът получава статут на „национален“, потвърден с Указ на Президента на Украйна.

## В наши дни
Резерватът „Тарас Шевченко“ се превръща в културно-образователен, научно-изследователски и туристически център, който изучава и популяризира ценностите на украинското национално и световно историческо и културно наследство, творчеството на Шевченко, историята на Тарасовия хълм, като същевременно се занимава с опазването на природния ландшафт и културните ценности и паметници на територията на резервата от праисторически времена до наши дни.
През 2000 г. стартира мащабна програма за развитие на резервата, включваща мерки за основен ремонт на съществуващи музейни сгради, с основна идея – запазване на оригиналната архитектурна стилистика. Основната дейност по проекта е завършена през 2010 г. под ръководството на архитект Лариса Скорик, но крайният резултат се счита за сериозно разминаващ се с оригиналния дизайн на Кричевски и Костирко.
Всяка година над 100 000 туристи от Украйна и чужбина посещават музеите на Националния резерват „Тарас Шевченко“.
Административната дейност на резервата се осъществява от няколко отдела, занимаващи се с изследователска дейност, поддръжка и стопанисване на музеи и паметници на културата в гр. Канив и околността.

## Гроб на Тарас Шевченко
Гробът на Тарас Шевченко се намира на Чернечовия хълм, над който от 1939 г. стои бронзов паметник на скулптора Матвей Манизер.

## Музей на „Тарас Шевченко“
Сградата на музея „Тарас Шевченко“ е построена в периода 1935 – 1937 г. по проект на Васил Кричевски, считан за основоположник на украинския архитектурен модернизъм.
В периода 2003 – 2010 г. сградата на музея е в процес на реконструкция. Реставрираният музей е тържествено открит от президента на Украйна Виктор Янукович на 23 август 2010 година. Отзивите за реставрационната работа са смесени.
Музейната колекция на резервата включва повече от 20 000 уникални паметника, които са украсени с мемориални предмети и гравюри на Тарас Шевченко, редки издания на негови произведения, произведения на украински и чуждестранни художници, шедьоври на народното изкуство, ценни архивни документи, фото- и филмови материали, аудио- и видеозаписи на известни бандуристи и кобзари.

## „Тарасова светлица“
На територията на резервата работи най-старият музей, посветен на живота и творчеството на Тарас Шевченко – „Тарасова светлица“. Народният музей е основан от Васил Хнилосиров в края на XIX в., първоначално като хижа „Шевченко“. През 30-те години на XX в., след началото на строителството на нова сграда за музея на Тарас Шевченко, е решено сградата на хижата да бъде разглобена. Откриването на новата сграда – вече като „Тарасова светлица“, се състоя на 3 август 1991 година. Новата сграда е монтирана близо до гроба на Иван Ядловски (пазач на гроба на Шевченко от 1884 г. до 1933 г.) поради невъзможността да бъде инсталирана на старото ѝ място.

## „Литература на Канив“
Музеят „Литература на Канив“ се намира в самия град Канив. Музеят започва своята дейност на 1 май 2008 г., като за база служи библиотеката музей „Аркадий Гайдар“.

## Канивски музей на народното декоративно изкуство
Музеят се намира в гр. Канив. Музеят започва своята дейност на 23 април 1972 г., като понастоящем изпълнява ролята на изследователски отдел към Националния резерват „Тарас Шевченко“.

## Исторически музей Канив
Музеят се намира в гр. Канив. Музеят отваря врати за посетители през януари 1991 година, а от май 2008 г. е част от Националния резерват „Тарас Шевченко“.

## Галерия
- Стълби към Тарасов хълм
- Музеят „Тарас Шевченко“
- Гробът на първия пазач на гроба на Тарас Шевченко – Иван Ядловски